# José de Udaeta
José de Udaeta (Barcelona, España, 27 de mayo de 1919-San Felíu de Guixols, 14 de septiembre de 2009) fue un bailarín, tocador de castañuelas y corégrafo español. Sus primeras apariciones en ballet clásico y moderno las hace bajo seudónimo, siendo ésta la fuente de su desarrollo como bailarín, coreógrafo, profesor, virtuoso en castañuelas y autor desde hace 50 años. Es el padre de Santiago de Udaeta, jugador de baloncesto y después arquitecto, y de Alberto de Udaeta, escultor.

## Premios
- 1987 Deutscher Tanzpreis
- 1989 Medalla de Plata al Mérito en las Bellas Artes[3][4]
- 1995 Premi Nacional de Dansa de Catalunya
- 2000 Medalla de oro del mérit de les arts, Barcelona
- 2001 Creu de Sant Jordi[5]

## Trabajos publicados
- La castañuela española. Orígenes y evolución (1989). ISBN 9788476280621